# A Queen’s Blade epizódjainak listája

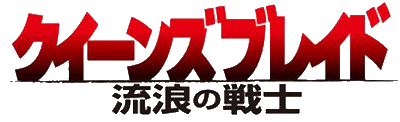
A Queen's Blade: Ruró no szensi japán logója

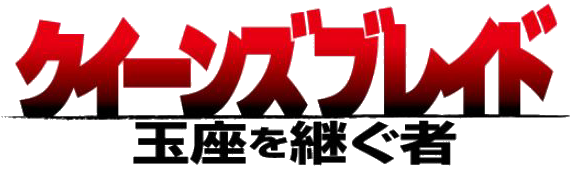
A Queen's Blade: Gjokuza o cugumono japán logója

Ez a lista a Hobby Japan Queen’s Blade játékkönyvein (visual combat book) alapuló animesorozat epizódjait sorolja fel. Az animét az Arms készítette és Josimoto Kindzsi rendezte. Zenéjét Jokojama Maszaru szerezte, a szereplőket Rin-Sin alkotta meg.
Az anime első évada, a Queen’s Blade: Ruró no szensi (クイーンズブレイド 流浪の戦士; Kuínzu Bureido: Ruró no szensi; Hepburn: Queen’s Blade: Rurō no senshi / Kuīnzu Bureido: Rurō no senshi; angol címén Queen’s Blade: Wandering Warrior) 2009. április 2-án indult az AT-X-en, és tizenkét epizódon át futott 2009. június 18-áig. A premiervetítés után néhány nap eltéréssel a Chiba TV, a Sun Television és a Tokyo MX is bemutatta, azonban míg az AT-X cenzúrázatlanul, addig a többi televízióadó erősen cenzúrázva vetítette. Japánban az animét hat DVD- és BD-kötetben adta ki a Media Factory 2009. június 25. és 2009. november 25. között, mindegyik DVD/BD-köteten a Minna de csau jo♥Gainos gakuen dai abare! (みんなでちゃうよ♥ガイノス学園大暴れ!; Hepburn: Minna de chau yo♥Gainosu gakuen dai abare!; angol címén Let's Get Everyone♥Great Rampage at Gynos Academy!) OVA egy-egy epizódjával, amelyekben a Queen’s Blade harcosait iskolai környezetbe helyezik. Észak-Amerikában az anime forgalmazási jogait a Media Blasters szerezte meg és Queen’s Blade: The Exiled Virgin cím alatt három DVD-kötetben jelentette meg 2010. május 18. és december 14. között. Az évadot dobozos kiadványként is megjelentették, BD-n 2010. december 14-én, DVD-n 2011. február 15-én. 2017. június 5. és 2017. augusztus 21. között a Toku tűzte műsorára az első évadot japán hanggal és angol felirattal.
Az anime második évada, a Queen’s Blade: Gjokuza o cugumono (クイーンズブレイド 玉座を継ぐ者; Kuínzu Bureido: Gjokuza o cugumono; Hepburn: Queen’s Blade: Gyokuza o tsugumono / Kuīnzu Bureido: Gyokuza o tsugumono; angol címén Queen’s Blade: Successor to the Throne) az AT-X-en futott tizenkét epizódon át 2009. szeptember 24. és 2009. december 10. között. Az első évadhoz hasonlóan a premiervetítést után néhány nap eltéréssel a Chiba TV, a Sun Television és a Tokyo MX is bemutatta. Japánban az animét hat DVD- és BD-kötetben adta ki a Media Factory 2009. december 22. és 2010. május 25. között, mindegyik DVD/BD-köteten a Jappari de csau jo♥Gainos gakuen dai abare! (やっぱりでちゃうよ♥ガイノス学園大暴れ!; Hepburn: Yappari de chau yo♥Gainosu gakuen dai abare!; angol címén Let's Show♥Great Rampage at Gynos Academy) OVA egy-egy epizódjával, amelyek az első hatepizódos OVA folytatásai. Észak-Amerikában a második évad forgalmazási jogait a Media Blasters szerezte meg és Queen’s Blade 2: The Evil Eye cím alatt két DVD-kötetben (mindegyiken hat epizóddal) jelentette meg 2011. május 24-én és 2011. július 19-én. Az évadot dobozos kiadványként is megjelentették, Blu-rayen 2011. szeptember 13-án, DVD-n 2012. május 8-án.
A teljes animesorozat két évadának gyűjtőkötete Japánban 2018. május 25-én jelent meg Blu-rayen a Media Factory kiadásában, míg Észak-Amerikában DVD-n 2013. március 12-én a Media Blasters által.
Egy OVA-sorozatot Queen’s Blade: Ucukusiki tósitacsi (クイーンズブレイド ～美しき闘士たち～; Kuínzu Bureido: Ucukusiki tósitacsi; Hepburn: Queen’s Blade: Utsukushiki tōshitachi / Kuīnzu Bureido: Utsukushiki tōshitachi; angol címén Queen’s Blade: Beautiful Fighters vagy Queen’s Blade: Beautiful Warriors) címmel a Hobby Japan magazin 2010 májusi számában jelentettek be. A sorozat a Queen’s Blade bajnokság után játszódik és a Queen’s Blade Rebellion előzményeként szolgál, bemutatva a külön utakra tért harcosok további sorsát. Összesen hat epizód készült, televízióban 2010. augusztus 8. és 2011. március 13. között vetítette az AT-X, míg DVD-n és Blu-rayen a Media Factory kiadásában 2010. augusztus 25. és 2011. március 30. között jelent meg. Észak-Amerikában a Sentai Filmworks licencelte a Beautiful Fighters OVA-kat, és tette elérhetővé online és otthoni videó formátumokban is, DVD-n és Blu-rayen egyaránt 2014. december 2-án.
Az első évad nyitótémája a Get the Door Óhashi Riétől, míg a zárótéma az Omoide to jakuszoku (思い出と約束; Hepburn: Omoide to yakusoku), melyet Kavaszumi Ajako, Noto Mamiko és Hirano Aja, Leina, Tomoe és Nanael szeijúi adnak elő. A második évad nyitótémája az Ocsinai szora (墜ちない空; Hepburn: Ochinai sora) ENA-tól, míg a zárótéma a buddy-body Kugimija Rie, Gotó Júko és Itó Kanae, Melona, Menace és Airi szeijúinak előadásában. Az OVA zárótémája a Bitósi Carnival: Taoreru toki va maemuki ni (美闘士カーニバル～たおれる時は前向きに～; Hepburn: Bitōshi Carnival: Taoreru toki wa maemuki ni) az All 19 Beautiful Warriors, azaz a sorozat összes szinkronhangjának előadásában. Az első évad filmzenei albuma 2009. június 25-én, a második évadé 2009. december 22-én jelent meg, mindkét albumon 32 számmal.

## Epizódlista

### Queen’s Blade: Ruró no szensi(2009)
| # | Epizód címe | Első japán sugárzás |
| --- | --- | ------------------- |
| 1. | Bátorság ~ A vándor harcos Kien ~ Ruró no szensi (気炎～流浪の戦士; Hepburn: Kien ~ Rurō no senshi)                                               | 2009. április 2.    |
| Leina, a nagyhatalmú Vance család örököse megszökött és a városon kívül vándorol, amikor szembekerül Melonával, a Lápi Boszorkány egyik csatlósával, akit le akar győzi, amiért megtámadja az utazókat. Melona kigúnyolja Leinát, amiért gyenge, és elmondja, hogy csak erős harcosokkal kíván megküzdeni, azokkal, akik részt vesznek a Queen’s Blade-en, egy négyévente megrendezett bajnokságon, amelyen eldől, ki lesz a következő királynő. Melona majdnem megöli Leinát, azonban Risty, egy vándor tolvaj beavatkozik és megmenti az életét. Risty vigyáz Leinára, amíg felépül sérüléseiből, de foglyaként visszaviszi a Vance-kastélyba a fejére kitűzött jutalomért. Amikor Risty megérkezik a kastélyhoz, Leina húga, Elina fogadja őket, de Vance gróf legidősebb lánya, Claudette is megjelenik és mint körözött tolvajt letartóztatja Ristyt és a kastély börtönébe veti. Leinát emésztik az örökösként rá nehezedő kötöttségek, saját maga szeretne dönteni sorsáról. Risty közben megszökik és ellopja a Vance család mellvértjét. Leina szobájában rejtőzik el, akinek odaadja a páncélt, majd távozva Claudette-tel keveredik újra harcba. Melona váratlanul felbukkan Leina ablakában, így Leina kénytelen újra megküzdeni vele, ezúttal családja mellvértjét viselve. Leina megállítja őt a saját technikáját ellene fordítva: mikor Melona a melléből savat lőne ki, Leina ráfekszik és az felrobban. Végül a kastélyban kialakult zűrzavart kihasználva Leina Risty oldalán megszökik, hogy mellette erősebb lehessen. | |                     |
| 2. | Nagyratörő vállalkozás ~ A harcos papnő Szóto ~ Musa miko (壮途～武者巫女; Hepburn: Sōto ~ Musha miko)                                            | 2009. április 9.    |
| Leina Ristyvel meglátogat egy árvaházat, melyet a tolvaj lány rendszeresen támogat lopott holmikkal. Leina először láthatja, hogy nyomorognak azok az emberek, akik felett apja uralkodik. Eközben Hinomotóban Tomoe, a harcos papnő és a Kóma klán szökött nindzsája, Shizuka meditál egy szentélyben. Tomoe úgy dönt, hogy a kontinensre utazik, hogy részt vegyen a Queen’s Blade-en, s királynőként megszabadítsa országát a mételyező hivatalnokoktól. Az éjszaka folyamán a Kóma klán nindzsái megtámadják a templomot. Ahogy a csata dúl, a nindzsák egy bombával elpusztítják a templom nagy részét. Tomoe és a többi papnő megpróbál kijutni az égő romok közül, de a Kóma nindzsák egy hatalmas varanggyá alakulnak át és az ellene folytatott küzdelemben sorra esnek el a papnők. Shizuka ezalatt a Kóma klán vezetőjével küzd meg. Végül Tomoe összegyűjti a belső erejét és legyőzi az óriás varangyot. Tomoe összetört a barátai elvesztése miatt, és meg akarja bosszulni őket megnyerve a Queen’s Blade-et. Másnap reggel Tomoe és Shizuka elindulnak a tengeren a szárazföld felé. | |                     |
| 3. | Elbűvölő támadás ~ A veterán zsoldos Ensú ~ Rekiszen no jóhei (艶襲～歴戦の傭兵; Hepburn: Enshū ~ Rekisen no yōhei)                               | 2009. április 16.   |
| Tomoe és Shizuka megérkeznek a szárazföldre. Tomoe épp megpróbál olyan öltözetet találni, amivel beleolvadhat a kontinensen élő emberek közé, amikor meghallja, hogy két Queen’s Blade-résztvevő között csata bontakozott ki, s megdöbbentik a látottak. Leina és Risty elérik a Vance család területét védő falat és sikeresen kijutnak a kapun, de Claudette mindvégig figyeli őket. Egy veterán zsoldost, Echidnát küldi utánuk, aki a kígyójával sokkolja őket, miközben ellopja Risty aranyát. Leina úgy dönt, hogy részt vesz egy versenyen, hogy elég pénzt keressen a folytatáshoz és kompenzálja Risty-t. A verseny első mérkőzése iszapbirkózás, melyet Leina megnyer, de csak 5 aranyat kap, ami nem elég ahhoz, hogy kifizesse az adósságát, így folytatnia kell. A második mérkőzés olajban történik, ezúttal Echidna ellen. Leina elbizakodott, azonban már első támadásakor elcsúszik az olajon. Echidna segít neki felállni, de ez csak trükk, és fájdalmasan megszorítja. Leinának sikerül a földre vinnie Echidnát, de ezután már végig ő uralja a harcot. Mikor a közönség Leina halálát akarja, Echidna elzavarja a nézőket, majd megkínozza Leinát. Még Keltan nevű kígyójával is megmérgezi, de az utolsó pillanatban beadja neki az ellenmérget, majd a kábult lányt visszaviszi a szállására. Risty ezalatt magához veszi a verseny győztesének jutalmát és eltűnik. Leinát elszomorítja, hogy elhagyta egyetlen támasza, de elindul, hogy megtalálja őt. | |                     |
| 4. | Versengés ~ A vihartábornok Szókoku ~ Raiun no só (相克～雷雲の将; Hepburn: Sōkoku ~ Raiun no shō)                                                | 2009. április 23.   |
| Claudette megérkezik a szállásra, ahol Leina és Risty voltak az éjszaka, és találkozik Echidnával, aki elmagyarázza, hogy engedte Leinát, hogy esetleges halálával Claudette grófnővé válhasson, ő pedig ezért jutalmat kapjon tőle. Claudette-nek azonban nincsenek ilyen hátsó gondolatai és elindul megkeresni Leinát. Útközben emlékképek ugornak be gyermekkorából, amikor megmentette Leintát, és apjával való, kevésbé sem felhőtlen kapcsolatáról. Eközben Leina egy mérgező gombából eszik, de egy angyal, Nanael - akinek feladata a Queen’s Blade eseményeinek közvetítése a világ felé - szent tejjel meggyógyítja. Leina Risty hollétéről kérdezi Nanaelt, de nem tud rá választ adni. Claudette utoléri Leinát és megrója, amiért tolvajokkal szövetkezett, és arra kéri, jöjjön vissza vele a kastélyba. Mivel Leina ragaszkodik megkezdett független életéhez, Claudette kihívja egy küzdelemre, amiben eldöntik, melyikük lesz a következő grófnő. Nanael közvetítéséből Tomoe és Shizuka is követik a csatát és bámulattal nézik Claudette technikáit. Claudette nem szeretne csorbítani Leina becsületén, de ő visszautasítja és folytatja a küzdelmet, kérdőre vonva, hogy miért neki kell lennie az örökösnek, és nem érti, hogy Claudette miért nem fogadja el a címet, miközben apja nem szerette őt. Claudette azt mondja, hogy a Vance családért teszi, majd egy gyors villámtámadással legyőzi Leinát, aki egy szakadék szélére kerül. A föld azonban megindul Leina alatt, s Claudette ugyan elkapja, de kicsúszik a keze és Leina a mélybe zuhan. | |                     |
| 5. | Ébredő átok ~ Az ősi hercegnő Szodzsu ~ Kodai no ódzso (蘇呪～古代の王女; Hepburn: Soju ~ Kodai no ōjo)                                           | 2009. április 30.   |
| Leinának nyoma veszik, mivel a szakadék alján lévő folyó elsodorja, és Echidna a keresésére indul. Leinát Menace elő jogara, Setra találja meg és viszi úrnője piramisába, ahol Menace átokkal a szolgálójává teszi. Menace az egykori Amara Királyság hercegnője volt és a Lápi Boszorkány támasztotta fel, hogy szolgálatába állítsa. Tomoe és Shizuka vizet keresve jutnak el Menace piramisához, ahol homokvihar támad, melyben a megszállt Leina támad rájuk. Megjelenik Nanael, aki kihirdeti a Queen’s Blade-összecsapást Leina és Tomoe között. Tomoe és Nanael kelepcébe kerül a csapdákkal teli piramisban, de Nanaelnek sikerül kimenekülni egy falon talált lyukon. Tomoe ezalatt egy vízzel feltöltődő kamrában ragad, de kardjával rést üt a falon és leereszti a vizet, melynek a visszatérő Nanael is tanúja lesz. Ezután azonban újból felbukkan Leina és megjelenik Menace is. Shizukát megtalálja Setra, aki elmeséli, hogyan árulták el Menace-t és hogyan pusztult el az Amara Királyság. Tomoénak sikerül megtörni a Leinán ülő átkot, ami miatt Menace rátámad és elfogja, majd a híd, amin áll, összeomlik Leina alatt és mélybe zuhan. Shizukát Menace-hez vezeti Setra, aki megmenti Tomét és - nem tudván, hogy az egykori uralkodónő áll előtte - elmagyarázza, hogy Amara azért bukott el, mert Menace alkalmatlan uralkodóként csak a saját kényeztetésével volt elfoglalva, s nem vette észre a hivatalnokok korruptságát. A kritikát nem tűrő Menace hatalmas haragra gerjed, elpusztítva maga körül a piramist, miközben Tomoét, Shizukát, Leinát és Nanaelt a hömpölygő víz kijuttatja. Menace-nek továbbra is szándéka marad, hogy feltámasztja Amara Királyságát.                                                     | |                     |
| 6. | Ígéret ~ Az erdő védelmezője Jakuszoku ~ Mori no bannin (約束～森の番人; Hepburn: Yakusoku ~ Mori no bannin)                                      | 2009. május 7.      |
| Leina és Nanael egy erdő szélén tér magához, melynek egy részét Airi, a kísértetcseléd, a Lápi Boszorkány egyik szolgája, egy halott láppá változtat. Airit ekkor megtámadja Nowa, az erdő védelmezője, Nanael pedig kihirdeti a Queen’s Blade-összecsapást. Airi a szellemeivel elkapja Nowát és elszívja az életerejét, de Leina közbeavatkozik és megküzd Airival. Airi megfutamodik, de Leina mellkasán egy vágást ejt, így ápolásra szorul. Nowa a tündék falujába viszi Leinát, ahol gyógyítja a sebét és bemutatja őt Alleyne-nek, a harci oktatónak. Nowa megszegte a tündék törvényét azzal, hogy közéjük vitt egy embert, ezért Leinát ellenségesen fogadják, őt pedig elmarasztalják. Nowa elmondja Leinának, hogy sosem fogadták el őt a tündék, lévén félig ember, és úgy gondolják, hogy egyszer bajt hoz rájuk. Ezalatt Elina elindul megkeresni a húgát, míg Claudette a grófi kastélyban marad. A Tündék Tanácsa meghozza Nowa ítéletét: száműzik a faluból és a Queen’s Blade-en való részvételre kényszerítik. Alleyne jelentkezne helyette, hogy képviselje a falut, de az öregek elutasítják. Leina erőszakkal próbálja visszatartani Nowát, de Nowa meggyőzi őt, hogy részt kell vennie a bajnokságon a falujáért. Ezután mindketten elhagyják az erdőt és útjaik külön válnak. | |                     |
| 7. | Advent ~ A dicsőség angyala Kórin ~ Kómjó no tensi (降臨～光明の天使; Hepburn: Kōrin ~ Kōmyō no tenshi)                                           | 2009. május 14.     |
| A Mennyországban Nanaelt hívatja a Főangyal, aki azt tervezi, hogy az Alvilágba száműzi őt, mivel Leinát és Claudette-et arra kényszerítette, hogy harcoljanak egymással, s ez ütközik a Queen’s Blade céljával és szellemiségével. Ad számára egy utolsó esélyt és a Lápi Boszorkány mocsarába küldi, hogy megtudja, mire készül. A Főangyal utasítására Nanaellel tart barátja, egy másik angyal, Hachiel is, hogy szemmel tartsa. A mocsárban elszakadnak egymástól, Hachielt majdnem magával ragadja az életre kelt láp, de Leina kimenti, Nanael pedig egy forróvizes forrást talál, ahol megpihen. Melona, Menace és Airi váratlanul feltűnik a forrásnál és Nanael titokban elkezdi őket kihallgatni - akik arról beszélnek, hogyan szenvedtek vereséget Leinától -, de a forró vízben való hosszas időzés miatt eszméletét veszti, és mire magához tér, a trió rátalál. Nanael ajánlatot tesz nekik: ha elmondják a Lápi Boszorkány tervét, ő megmondja merre találják Leinát. Melona, Menace és Airi elmondják, hogy a Lápi Boszorkány a résztvevők megölésével akarja meghiúsítani a Queen’s Blade-et, Nanael pedig blöfföl Leina hollétéről, de hisznek neki és a keresésére indulnak. Nanael Hachiellel visszatérne a Mennybe, de megtudja tőle, hogy valóban ott tartózkodik Leina, s szembesülve, mekkora veszélybe sodorta őt, gyorsan visszasiet és legyőzi a Lápi Boszorkány szolgáit. Visszatérve a Mennybe, a Főangyal száműzi Nanaelt a halandók világába és elveszi angyali erejét, mivel semmi olyan információt nem tudott meg, aminek ne lettek volna már birtokában. A földön segítenie kell Leinát és folyamatosan őriznie kell egy üveg szent tejet, melynek ha az utolsó cseppjét is elveszíti, végleg az Alvilágba kerül.    | |                     |
| 8. | Titkos lépés ~ Az orgyilkos karmai Anjaku ~ Kiba no anszacusa (暗躍～牙の暗殺者; Hepburn: Anyaku ~ Kiba no ansatsusha)                            | 2009. május 21.     |
| Nanael a Főangyal büntetése szerint kíséri Leinát az útján. Tomoe és Shizuka tovább folytatják kalandos utazásukat, és egy meleg forrásnál megpihennek. Elina szintén úton van, és találkozik Tomoéval a forrásnál, akit távozásra szólít fel, de mielőtt az elmenne, rájön, hogy korábban Tomoe harcolt Leinával. Elina bejelenti, hogy ő is részt vesz a Queen’s Blade bajnokságon. Shizuka ezalatt találkozik Irmával, a királynő Kiba orgyilkos osztagának egy tagjával, aki Elina szolgálójának öltözve érkezett, és Vance gróf után kémkedik. Harc bontakozik ki kettejük között, de Shizuka gyorsan vereséget szenved. Elina megpróbálja kihívni Tomoét, de visszautasítja, mert nem szeretne részt venni értelmetlen csatában. Shizukát összecsapásuk után foglyul ejti Irma, és kihallgatja Kóma nindzsaként töltött idejéről, miközben eszméletlenné veri. Tomoe az éjszakát Shizuka keresésével tölti, és találkozik az álcaruhába öltözött Irmával, aki elvezeti a megkötözött Shizukához, de ott azzal fenyegeti meg, hogy megöli, ha nem segít neki. Shizuka rájön, hogy Irma az, aki felbérelte a Kóma nindzsákat hazájuk, Hinomoto megtámadására. Tomoe ezt hallva kihívja Irmát egy Queen’s Blade-összecsapásra, hogy megbosszulja papnőtársainak halálát, és legyőzi őt egy hosszú csatában, amelynek végén Irma elmenekül. Időközben Claudette bejelenti apjának, hogy részt kíván venni a Queen’s Blade-en. | |                     |
| 9. | Őszinteség ~ A fegyverkovács és az acélhercegnő Szekisin ~ Bukija to kótecuhime (赤心～武器屋と鋼鉄姫; Hepburn: Sekishin ~ Bukiya to kōtetsuhime) | 2009. május 28.     |
| Ymir, az acélhercegnő bosszút akar állni egy fegyverkovácson, Cattleyán, amiért olcsó fegyvereket készít, s emiatt az Acél Hegy minőségibb fegyverei már nem versenyképesek. Cattleya elviszi a fegyvereket eladni, addig a fiára, Ranára bízza a boltot, ahol megjelenik Echidna és Leina hollétéről érdeklődik. Cattleya az úton találkozik Leinával és Nanaellel, és arra kéri Leinát, hogy mutassa meg a fegyverét. Ymir megjelenik Cattleya üzletében, de Echidna elijeszti a kígyójával. Cattleya Leina társaságában visszatér, s az ott tartózkodó Echidna elmeséli, hogy Cattleya és a férje, Owen nagy harcosok voltak, mielőtt visszavonultak volna, s többek között Leina kardját is ők kovácsolták. Nanael a városban kecsketejjel próbálja pótolni az elvesztett szent tejet, de csak ízesítettet kínálnak neki. Tomoe és Shizuka térképet keresnek a fővárosba jutáshoz, és felbukkan Risty, hogy eladjon nekik egyet. Echidna elmondja Leinának, hogy mióta Owen eltűnt, Cattleya képtelen új életet kezdeni, majd az éjszaka leple alatt távozik. Másnap reggel Ymir megtalálja Cattleyát és kihívja harcolni. Cattleya már hátrahagyta harcos múltját és nem szeretne vele megküzdeni, de Ymir megingathatatlan. Rana kérésére Leina megpróbál segíteni és megtalálja Cattleya Óriásölő nevű fegyverét, amelyet át is ad. Cattleya az Óriásölővel legyőzi Ymirt, és a küzdelem hatására úgy dönt, belép Queen’s Blade-be, hogy megtalálhassa Owent. Cattleya később kijavítja Leina kardját – és Nanael is szerez tőle némi normál kecsketejet –, aki a város elhagyása után Ristybe fut az úton. | |                     |
| 10. | Megvilágosodás ~ A sárkány csapása Kaigan ~ Rjú no icsigeki (開眼～竜の一撃; Hepburn: Kaigan ~ Ryū no ichigeki)                                   | 2009. június 4.     |
| Risty, Tomoe és Shizuka Gainos határához érnek, Leina és Nanael pedig utolérik őket. Leina csatlakozni kíván hozzájuk, de Risty elutasítja őt, ezért Leina kihívja egy Queen’s Blade-párbajra, amelyet Risty elfogad. Az egyenlőtlen küzdelemben Ristynek nem ellenfele Leina, ezért Tomoe közbeavatkozik, hogy leállítsa a harcot. Risty és Tomoe is arra kérik Leinát, hogy ne vegyen részt a Queen’s Blade bajnokságban, mert nem elég erős hozzá. Megérkezik Echidna, akit Risty kihív maga ellen, de néhány percnyi harc után megáll, és közli vele, hogy három nap múlva ismét várja harcolni. Leina és Nanael Tomoéval és Shizukával egy városban töltik az éjszakát. Leina elismeri Tomoénak, hogy nincs olyan célja a harcának, mint a többi résztvevőnek, de Tomoe megnyugtatja, és próbálja emlékeztetni arra, hogy milyen okokból döntött úgy, hogy elindul a Queen’s Blade-en. Leina az éjszaka kilopózik és találkozik Echidnával, akit arra kér, hogy tanítsa meg harcolni. Echidna gyantaszerű anyaggal keni be Leina testét, ami megvédi a sérülésektől, és megkezdi a lány kiképzését. Echidna nem kíméli Leinát a félelmére ható technikáival, majd miután Leina talpra tud állni, három napig megállás nélkül gyakorolnak. A végén Leina, miután képes lesz koncentrálni és leküzdeni ellenfelétől való félelmét, képes lesz sikeres csapást mérni Echidnára. A mozdulatot Echidna Sárkányfaroknak nevezi el. Leina magabiztosabban áll tovább és rögtön megküzdene Ristyvel, azonban Claudette épp előtte győzi le, őt pedig fegyvere eldobására szólítja fel. | |                     |
| 11. | Mennydörgés ~ A halálos küzdelem vége Genrei ~ Sitó no hate (厳霊〜死闘の果て; Hepburn: Genrei ~ Shitō no hate)                                   | 2009. június 11.    |
| Risty Claudette-tel harcol, amikor észreveszi, hogy a méregtől, amit korábban Echidna adott be neki, kezd lebénulni, így Claudette egy villámcsapással könnyen legyőzi őt. Leina tündeorvossággal gyógyítja Ristyt, majd kihívja nővérét egy Queen’s Blade-összecsapásra. Elina látva a csata közvetítését, próbálja őket minél előbb elérni. Claudette elmondja Leinának, hogy mindig is gyűlölte őt éretlensége és naivsága miatt és csak feladatként tekintett rá. Risty felépül és tanúja lesz, ahogy Leina kivédi Claudette villámcsapását. Leina Sárkányfarok technikájával támad, amivel megrepeszti Claudette kardját és az a következő támadásnál a villámoktól felrobban, mindkettőjüket megsebesítve. Leina ismét egy szakadékba zuhanna, mint korábbi összecsapásukkor, de Claudette ezúttal nem engedi lezuhanni. Valódi harcosnak ismeri el Leinát és megbékél vele, Nanael pedig kénytelen döntetlennek nyilvánítani a küzdelmet. A csata végére Elina is megérkezik és bejelenti, hogy nővérei mellett ő is részt vesz a Queen’s Blade-en. Nowa, Cattleya, Ymir és Rana eközben észreveszik, hogy a holtak serege Gainoshoz közeledik. Aldra, a jelenlegi királynő értesítést kap Melphától, hogy a Lápi Boszorkány a Queen’s Blade megakadályozására készül, Aldrát azonban jól láthatóan nem érdekli és ezt kihallgatja a királynő után kémkedő Shizuka. A harcosok Gainos kapujánál gyűlnek össze, amikor Melona, Menace és Airi megjelenik a holtak seregének élén azzal a szándékkal, hogy lemészárolják őket. | |                     |
| 12. | Nyitott kapu ~ A királynőhöz vezető út Kaimon ~ Dzsoó e no micsi (開門〜女王への道; Hepburn: Kaimon ~ Joō e no michi)                             | 2009. június 18.    |
| Cattleya, Rana és Ymir Gainos felé tart, hogy segítsen azoknak, akiket a holtak serege megtámadott. Melona, Menace, Airi és a holtak serege megkezdi a támadást Leina, Risty, Elina, Claudette és Tomoe ellen. A harcosok többségének sikerül a Gainost démonoktól védő pajzs mögé kerülnie, Leina azonban az ellenség gyűrűjében reked és egyedül kell harcolnia Melonával, Airivel és Menace-szel. Leina a vereség szélén áll, amikor megjelenik Nowa és Alleyne és megmentik őt. A többi lány is újra csatlakozik a küzdelemhez, majd felbukkan Melpha, Aldra királynő hírnöke és egy csapással elpusztítja a holtak seregét, a Szent póz: Száműzetés nevű technikájával, miközben Nanael kihirdeti a Queen’s Blade-összecsapást a résztvevők között. Melona átalakul más szereplők alakját felvéve, hogy megpróbálja összezavarni Leinát és túlszárnyalni a képességeik lemásolásával. Tomoe Leina megsegítésére siet Melona ellen, majd Shizukával folytatja a küzdelmet Menace ellen. Melona átalakul Leinává, hogy ezzel ironikus véget szánjon neki, azonban Leina legyőzi őt a Sárkányfarok technikájával. Kétségbeesésében Melona a Démonkígyót, egy hatalmas, félig nő, félig kígyó testű démont hívja elő az Alvilágból, amelyet Tomoe megpróbál megtámadni, de az megdermeszti. Claudette villámcsapást próbál használni, szintén hiába. Nanael a kígyó arcához repíti Leinát, aki a szemébe döfi kardját, majd megjelenik Aldra és kövé dermeszti a kígyót, ami ezután a vízbe morzsolódik. Nanael közli a harcosokkal, hogy evilági feladata véget ért és visszatér a Mennybe, Leinát pedig elismerő szavakkal illetik harcostársai. Aldra bejelenti, hogy mind beléphetnek Gainosba, lehetővé téve a Queen’s Blade bajnokság megkezdését. | |                     |

### Queen’s Blade: Gjokuza o cugumono(2009)
| # | Epizód címe | Első japán sugárzás  |
| --- | --- | -------------------- |
| 1. | Gyülekezés! Queen’s Blade Szansú! Queen’s Blade (参集! クイーンズブレイド; Szansú! Kuínzu Bureido; Hepburn: Sanshū! Queen’s Blade / Sanshū! Kuīnzu Bureido)                                      | 2009. szeptember 24. |
| A Mennyben a Főangyal arra utasítja Nanaelt, hogy az angyalokat képviselve vegyen részt a Queen’s Blade-en. Hozzáteszi, hogy eddig nem volt okuk rá, hogy maguk is a küzdelem részesei legyenek, de Aldra királynő becsapta őket és meg kell akadályozni, hogy újra háborút szítson a kontinensen. Hogy Nanael egyenlő esélyekkel szálljon szembe ellenfeleivel, a Főangyal korlátozást tesz rá, ismét egy üveg szent tejet kell őriznie, büntetésként, amiért a korábbinak minden cseppjét kiöntötte. Gainosban barangolva Leina találkozik Tomoéval és Shizukával. Tomoe úgy sejti, Aldra rendelte el a hinomotói szentélyük megtámadását, ezért bosszút akar rajta állni. Leinának még mindig nincs igazi célja, csupán erősebb szeretne lenni. A harcosok szállást keresnek, de többnyire egymástól külön szállnak meg, hiszen hamarosan ellenségek lesznek. Echidna is felbukkan, konfrontálódva Irmával. Új résztvevőként jelenik meg Nyx, akit varázsbotja megbüntet, amiért Echidnát meglátva félelmet mutatott. Vance gróf aggódik lányaiért és elindul Gainos felé. Melona, Menace és Airi nemtetszését fejezi ki, amiért nekik is részt kell venniük a Queen’s Blade-en, ezért Melona azt tervezi, hogy rögtön megöli Aldrát. Kóma nindzsának álcázva magát bejut Aldra termébe, de kudarcot vall és a királynő, akiről kiderül, hogy egy démon hatása alatt áll, borostyánkőbe zárja, mint sok más ellenfelét, akik megpróbáltak az életére törni. Risty egy levelet kap, hogy az árvákat, akiket segített, Vance gróf elűzte. | |                      |
| 2. | Zúzd szét a gonoszt! Egy váratlan összecsapás Hadzsa! Omoigakenai tatakai (破邪! 思いがけない闘い; Hepburn: Haja! Omoigakenai tatakai)                                                           | 2009. október 1.     |
| Leina nehezen talál szállást, de amint megemlíti, hogy a Queen’s Blade résztvevője, a kapzsi szállodatulajdonos rögtön ajánl számára egy szobát, amiben épp Echidna tartózkodik. Tomoe és Shizuka találkoznak Melphával, aki elmondja, hogy ő is harcolni fog a Queen’s Blade-en, hogy Isten tanait terjessze, és Tomoe csodálja, hogy ő sokkal visszafogottabban öltözködik a többi versenytársánál. Nyx megdöbben, amikor megpillantja Elinát a városban és feltörnek belőle az emlékek, amikor gyerekként a Vance család szolgája volt, és Elina kegyetlenül bánt vele. Aldra azt akarja, hogy egy új szolga vezesse az orgyilkosait, és hamis levelet küld Ristynek, hogy a palotájába csalja, ahol felébreszti a gyűlöletet Risty lelkében, így a szolgájává téve. Megkezdődnek a Queen’s Blade-összecsapások, s az elsőt Tomoe és Melpha vívja, ahol Tomoe azzal szembesül, hogy Melpha az erkölcstelen „szent póz”-okat használja a harchoz, melyeket valójában egy pornográf könyv félreértelmezésével tanult, így Tomoe elhatározza, hogy megálljt parancsol Melpha szégyentelenségének és a helyes útra téríti. Tomoe győzelme után egy másik összecsapás kezd kibontakozni Elina és Nyx között, ahol Nyx, aki élő varázsbotja, Funikura hatalmával tűzmágussá vált, bosszút akar állni Elinán. | |                      |
| 3. | Kirobbanó láng! Lángoló sorsok Endzsó! Moeagaru inen (炎情! 燃え上がる因縁; Hepburn: Enjō! Moeagaru inen)                                                                                        | 2009. október 8.     |
| Elina, bár hátrányban van Nyx képességével szemben, rájön, hogy varázsbotja, Funikura nélkül Nyx tehetetlen. Nyx gyengeségét kihasználva egy trükkel eléri, hogy a gyávaságot nem tűrő Funikura átálljon az ő oldalára, s Nyx ezután feladja a mérkőzést. Később Aldra borostyánba zárja Funikurát, nem tűrve meg, hogy az ősi démon szabadon mozogjon királyságában. Nowa eltéved a gainosi piacon és kis híján megerőszakolja egy utcai punk banda, de Echidna gyorsan elbánik velük. Melpha csalódott veresége miatt, de Nanael lelket önt belé és vállalja, hogy együtt tanul vele. Risty a királynő Kiba orgyilkos osztagának vezetőjeként lép elő. Új küzdelem kezdődik, Alleyne és Nowa párosa küzd meg Echidna és Irma párosával. | |                      |
| 4. | Összeütközés! Az egymást hívó kötelékek Taikecu! Jobiau kizuna (対決! 呼び合う絆; Hepburn: Taiketsu! Yobiau kizuna)                                                                              | 2009. október 15.    |
| Irma nem kíván Echidna oldalán harcolni, ezért Alleyne és Nowa elhatározza, hogy külön-külön győzik le őket. Echidna Alleyne-nel való múltja és kettejük konfliktusai felfedésre kerülnek. Echidnának sikerül csapdába ejteni Alleyne-t egy nagy kancsóvirágban, majd megkötözni Nowát. Alleyne kiszabadul a növényből és Echidna ellen kezdeményez, de váratlanul megjelenik Irma és megfenyegeti, hogy megöli a csapdába esett Nowát, a küzdelem feladására kényszerítve Alleyne-t. Leina ismét javításra viszi a kardját Cattleyához, aki eltereli a figyelmet Ymir fegyverüzletéről a piacon. Miközben Ymir kemencéjénél újrakovácsolja Leina kardját, Cattleya elhatározta, hogy újraegyesíti a családját. Megkezdődik a következő mérkőzéssorozat: Leina Ymir ellen és Cattleya Airi ellen. Utóbbit a királynő jelenlétében, és abban a teremben vívják, ahol Aldra mindazokat tartja, akiket kőbe zárt. | |                      |
| 5. | Fondorlat! Gyász a királyi palotában Szakubó! Nageki no ókjú (策謀! 嘆きの王宮; Hepburn: Sakubō! Nageki no ōkyū)                                                                                 | 2009. október 22.    |
| Ymir a fegyverei hatékonyságának hirdetésére használja ki, hogy Leinával való harcát az egész világ látja. Leina azonban Cattleya kardjával és Sárkányfarok technikájával vereséget mér Ymirre, aki ezután elismeri Cattleya tehetségét a fegyverkovácsolásban. Rana Cattleyán lóg az Airivel folytatott küzdelme során, de valójában hasznosnak bizonyul, mivel Airi nem tudja magát rászánni, hogy megölje. Cattleya nyerne, miután egy csapása után Airire az Aldra „Gyász Palotájában” lévő kőtömbök közül több rádől, azonban észreveszi, hogy az egyik kőbe a férje, Owen van bezárva. Cattleya zokogva omlik össze és átengedi a győzelmet Airinak, mert a célja a Queen’s Blade-del épp a családja egyesítése lett volna. A királynő megadja Airinak a győzelmet, de felhívja a figyelmét, hogy egy másik kőtömb Melonát zárja magába. Aldra megígéri Cattleyának, hogy újra együtt lehet a férjével, de úgy, hogy őt is kőbe zárja. Rana bánatában megragadja Cattleya lándzsáját és megpróbálja megtámadni Aldrát, aki őt is kővé dermesztené, de Airi megmenti és elmenekülnek. Szembekerülnek Ristyvel és a Kiba orgyilkosaival, de Ristyt Rana az árvákra emlékezteti, akikről gondoskodott, és habozása lehetővé teszi számukra a menekülést. Rana folyamatosan követi Airit, aki úgy dönt, hogy vigyáz rá Cattleya helyett. Ymir meglátogatja Leinát, akit informál, hogy Cattleya nem tért vissza és arra kéri, engedje meg, hogy kardját törp technikákat használva tovább fejlessze. Risty és a Kiba orgyilkosai bekerítik Irmát és a királynő parancsára végezni akarnak vele. Kihirdetik a következő mérkőzést: Claudette Menace ellen. | |                      |
| 6. | Bonyodalmak! Változó előérzetek Szakuszó! Kavarijuku jokan (錯綜! 変わりゆく予感; Hepburn: Sakusō! Kawariyuku yokan)                                                                             | 2009. október 29.    |
| Claudette és Menace sivatagban harcolnak, ami fölényt biztosít utóbbi számára. Homoktámadásokkal könnyedén kivédi Claudette villámait, miközben átokkal szívja el az erejét. Harc közben elered az eső, ami meggyengíti Menace képességeit, így Claudette kerül ki győztesen, aki eltökélt abban, hogy királynő legyen és lebontsa a régi, zsarnoki világot. Irmát ezalatt Risty és a Kiba-orgyilkosok sarokba szorítják, de Echidna kimenekíti. Aldra Menace-t és Setrát is kővé dermeszti, mondván, hogy az ősi dolgoknak a múltban kell maradniuk. A Queen’s Blade első fordulója véget ért, Risty valamilyen nem részletezett módon halad előre, Nanael pedig azért jutott tovább, mert ellenfele (feltehetően Melona) nem jelent meg. Nanael csalódott, hogy senki sem tesz rá fogadást a következő fordulóra, ezért Melpha összes pénzét elkéri és álruhában, a legnagyobb tétként megteszi saját magára, így azonban Melpha csak a kertjéből származó zöldségekkel tudja kínálni. Airi és Rana összefutnak Tomoéval és Shizukával, s bár Airi rájuk bízná a fiú további sorosát, Rana inkább vele marad. Echidna egy ideig menedéket nyújt Irma számára, majd kimenekítené Gainosból, de Aldra a következő mérkőzést úgy állítja be, hogy Irmának mindenképpen harcolnia kell Risty ellen. Egy másik összecsapásban Elinának Tomoe ellen kell küzdenie. | |                      |
| 7. | Fagy! Váratlan helyzet Hjókecu! Keiszangai no dzsitai (氷結! 計算外の事態; Hepburn: Hyōketsu! Keisangai no jitai)                                                                                | 2009. november 5.    |
| Irma keresi az alkalmat, hogy lesújtson Ristyre küzdelmük során, és akkor ragadja meg a lehetőséget, amikor Risty egy kristályban meglátja visszatükröződni régi, igaz lelkű énjét. Irma azonban elhibázza gyilkos csapását, és ő szenved vereséget Risty buzogányától. Echidna a harc után megkeresi a sérült Irmát, és együtt indulnak útnak. Airi nem érti, hogy válhatott ilyen gondoskodóvá Ranával, miközben a Lápi Boszorkány parancsait kellene követnie. Elina próbálja megtörni Tomoe elszántságát azzal, hogy képmutatóknak hívja, hogy hogyan tudja magát tisztességesnek nevezni, miközben a céljai érdekében kész ártani más embereknek. Tomoe azt mondja Elinának, hogy köteléket alakított ki Leinával, és megosztották az élelmet és a menedéket az utazásuk során, amit Elina félreértelmez, azt gondolva, hogy Tomoe Leinával aludt. Elina féltékenységében őrülten támadja Tomoét, de az Harcos papnő rúgásával vereséget mér rá. Ymir azon gondolkodik, hogyan lehetne tökéletesíteni Leina kardját. Kihirdetik következő mérkőzést: Nanael Airi ellen a „Gyász Palotájában”. Tomoe mikor visszatér a győztes csatájából, csak egy cetlit talál Shizukától, ami egy temetőbe vezeti. Ott már várja Shizuka, aki felfedi, hogy valójában soha nem hagyta el a Kóma nindzsákat és csupán úgy tett mintha a barátja lenne, hogy közel kerülve hozzá megölhesse. Tomoe végül rászánja magát a barátja elleni harcra, aminek végén megöli Shizukát. Shizuka utolsó szavaival azt mondja, hogy a legjobb barátjának megölése Tomoét erősebbé tette, mivel ezek az érzelmi kötelékek csak hátráltatnák őt harcosként. | |                      |
| 8. | Szégyen! A harcos angyal Zanki! Tatakai no tensi (慙悸! 戦いの天使; Hepburn: Zanki! Tatakai no tenshi)                                                                                           | 2009. november 12.   |
| Airi és Nanael is minél hamarabb véget vetne a küzdelemnek, mivel mindketten éheznek, ezért kemény küzdelem bontakozik ki közöttük. Airi legyengíti Nanaelt azáltal, hogy kiömölteti a palackjában őrzött szent tejet, ami a palotában lévő kőbe zárt emberekre ömlik, jól láthatóan zavarba hozva Aldrát. A szemben álló feleknek annyi erejük sem marad, hogy fegyverüket felemeljék. Airi számára ez a véget jelenti, mert túl hosszú ideje nem fogyasztott életerőt, mivel nem szerette volna Rana szeme láttára tenni, és csillámként tűnik el. Mivel ellenfele meghalt, Nanaelt győztesnek nyilvánítják. Rana, aki egy újabb oltalmazóját vesztette el, ezúttal Ymirre támaszkodik, és úgy dönt, hogy segít neki feljavítani Leina kardját. Rana elmondja Ymir és Leina számára, hogy mi történt Cattleyával, Leina pedig megígéri, hogy meg fogja őt menteni. A szent tej miatt a Melonát fogva tartó kő megreped, és sikerül kiszabadulnia. A következő összecsapást Nanael Leina ellen vívja, de Nanael a szent tej nélkül már gyenge, és Leina az új kardjával könnyen legyőzi. Vance gróf eközben hadjáratot indít a trón megszerzésére. Melona megjelenik a legyőzött Nanael előtt, egy ajánlattal Aldra legyőzésére. Aldra, hogy némileg keresztülhúzza Vance gróf számításait, a következő mérkőzést Claudette vívja Risty ellen a gróf kastélyában. | |                      |
| 9. | Legbelső érzések! Párbaj a Vance-kastélyban Csúsin! Vance-dzsó no kettó (衷心! ヴァンス城の決闘; Csúsin! Vanszu-dzsó no kettó; Hepburn: Chūshin! Vance-jō no kettō / Chūshin! Vansu-jō no kettō) | 2009. november 19.   |
| Claudette és Risty a Vance kastély udvarán harcolnak, ahogy a gróf elindítja hadseregét, hogy katonai erővel döntse meg Aldra hatalmát. Claudette egy villámcsapással kiüti Ristyt és úgy látszik, hogy ő győzött. Megpróbálja lebeszélni a grófot a háborúról, és a Queen’s Blade által válna királynővé. Elmondja, hogy Maria, Vance felesége és örökbefogadó anyja azt mondta neki, hogy enyhítse a gróf fájdalmát, ha nem térne vissza a Queen’s Blade-ről. Maria halála után Claudette az életét szentelte a Vance család szolgálatára, hogy királynőként beteljesítse, ami mostohaanyjának nem sikerülhetett. Vance gróf továbbra sem tesz le szándékáról, s mivel látja, hogy Claudette nem támogatja, távozásra szólítja fel. Az Aldra befolyása alatt lévő Risty közben felébred és a grófra támad, hogy megölje. Claudette-nek sikerül megvédenie az apját, de ő maga súlyos sérüléseket szenved, amikor a kastély egyik tornyának beszakadó teteje rázuhan. Vance megbékél lányával és visszavonja seregét, Claudette pedig vesztesként kerül vissza Gainosba, ahol Leina és Elina ápolják. Claudette figyelmezteti Leinát, hogy Risty megváltozott és az életére fog törni. Aldra sikernek nevezi a történteket: bár a gróf még mindig él, a puccsát megbuktatta. Időközben Nyx pincérnőnek állt egy bárban, Tomoe pedig keményen edz, immár Shizuka régi, szarvas fejpántját viselve. Melona, Nanael és Melpha arról tárgyalnak, hogy Aldra olyan képességekkel rendelkezik, ami kizárja, hogy ember legyen, azonban Melona ellopja Nanael szent tejét, hogy saját céljaira használja fel. | |                      |
| 10. | Dédelgetett álom! Az ok a harcra Honkai! Tatakau rijú (本懐! 戦う理由; Hepburn: Honkai! Tatakau riyū)                                                                                            | 2009. november 26.   |
| Nanael tejjel enyhíti bánatát abban a bárban, ahol Nyx dolgozik. Nyx elmondja, hogy egy szarvas szörnyetegről beszélnek, melyet az erdőben láttak. Nanael úgy gondolja, hogy a szörny Melona lehet és Melphával a nyomába ered, helyette azonban Tomoét találja, aki veszélyes edzést folytat és Shizuka szarvas fejpántját viseli. Elina hazatér, miután Claudette azt mondja neki, hogy hármójuk közül ő az egyetlen, aki továbbra is szolgálhatja Vance grófot, mivel sem neki, sem pedig Leinának nem áll már szándékában hazatérni. Nanael megpróbálja rávenni Leinát, hogy lesből támadja meg Tomoét az erdőben, aki ezt visszautasítja, így Nanael úgy dönt, hogy elmondja, amit eddig megtudtak Aldráról. Nanael, Leina és Ymir úgy véli, hogy Aldrának valamiféle mennyei teremtménnyel kellett szövetkeznie, mert megrettent a szent tej látványára (a szent tej negatív hatással van az isteni dolgokra és pozitívval a démonira, amely így képes volt Melonát feltámasztani). Melona közben Ranának álcázva magát hallgatja ki a beszélgetést. Leinát megidézik következő harcára, amit Toméval kell vívnia, Tomoe egykori hinomotói szentélyének romjainál. Tomoe haja fehér lett, és Aldra szerint barátai szelleme és szíve szenvedése hajtja őt. Tomoe elmondja, hogy Shizuka kedvéért démonná vált, és a győzelemért minden érzését elfojtotta. A küzdelem kezdetben egyoldalú, Tomoe kezében van a kezdeményezés, aki számos hatékony technikát mutat be. Leina talpra áll, és azt mondja, hogy ő sem hagyja magát legyőzni, és elfogad mindent, ami történt, beleértve Tomoe érzéseit. Tomoe ezt elutasítja, és azt válaszolja, hogy szívtelennek kell lennie, hogy erős legyen. Leina végül diadalmaskodik és megköszöni Tomoénak, hogy megküzdhetett vele, aki azt válaszolja, hogy végre megértette őt. Ymir a harcot Leina kardjának reklámozására használja fel, és sok olcsó másolatot ad el belőle. Tomoe Aldra előtt, a „Gyász Palotájában” ébred fel. | |                      |
| 11. | Heves párbaj! A végső leszámolás Kettó! Csódzsó taikecu (血闘! 頂上対決; Hepburn: Kettō! Chōjō taiketsu)                                                                                         | 2009. december 3.    |
| Tomoe meg akarja tudni Aldrától, hogy miért utasította a Kóma nindzsákat Hinomoto megtámadására. Aldra elmondja, hogy a húga után kutatott, és Hinomoto az egyetlen terület, amely kívül esik az uralmán. Elmondja, hogy akár az egész országot porig rombolná, hogy megtalálja testvérét. Aldra feltárja múltját: húgával együtt kitaszították, mivel félig emberek, félig démonok voltak, és kénytelenek voltak céltalanul bolyongani. A húga egy nap titokzatos módon eltűnt, és Aldra kétségbeesetten keresve őt egy test nélküli szellemre talált. A szellem megszállta Aldra testét, cserébe nagy hatalmat és örök fiatalságot adott neki. Aldra felajánlja Tomoénak a Hinomoto feletti uralmat, békét ígérve Hinomoto számára, ha megtalálja a hugát, Tomoe azonban elutasítja az ajánlatát, kijelentve, hogy csak Leinát fogadja el királynéjának. Nanael rejtélyes módon visszatért a Mennybe, a Leina és Risty közötti harc végül kezdetét veszi. Leina hárítja Risty agresszív támadásait, és próbálja emlékeztetni valódi énjére, megmutatva a szerencseérmét, amelyet még találkozásukkor kapott tőle. Risty átmenetileg kiszabadul Aldra irányításából és Leina odarohan hozzá. Aldra gonosz szelleme ekkor közvetlenül hatalmába keríti Ristyt, aki kis híján megfolytja Leinát. Leina majdnem meghal, amikor Melona megjelenik Aldra tróntermében, és elkapja őt, megingatva az irányítást Risty felett. Leina ezt kihasználva kiszabadul és egy utolsó rohammal legyőzi Ristyt, megtörve Aldra irányítását. Melona és Aldra között harc bontakozik ki: Aldra démon szolgáival felfalatná Melonát, akinek apró klónjaira szétválva sikerül a szent tej maradékát Aldrára öntenie, ami meggyengíti, de végül sikerül elűznie Melonát. Elkezdődik az utolsó csata a királynői címért: Leina Aldra ellen. | |                      |
| 12. | Ambíció! A trón örököse Taisi! Gjokuza o cugumono (大志! 玉座を継ぐ者; Hepburn: Taishi! Gyokuza o tsugumono)                                                                                     | 2009. december 10.   |
| Nanael jelentést tesz a Mennyben, ahol a Főangyal megállapítja, hogy Aldra egyezményt kötött Delmore-ral, egy bukott angyallal. Az utolsó csata megkezdődik, melyen Aldra bizonyítja elsöprő erejét. Nyaktörő csapásától Leina összeesik, ekkor azonban megjelenik az arénában Risty, akinek hangját hallva feláll és korábbi ellenfeleinek technikáit, így Claudette Villámcsapását és Tomoe Harcos rúgását mutatja be Aldra ellen. Tomoe elmagyarázza, hogy Leina elfogadta korábbi ellenfeleinek akaratát és átvette tőlük a technikáikat. Közben Rana behatol a palotába, és megpróbálja egyedül megmenteni a szüleit. Szembekerül egy Kiba-orgyilkossal, de megtalálja Airi kaszáját, amely még mindig tartalmazza Airi szellemének egy részét. A kaszát az orgyilkos felé hajítja, és Airi elszívja annyi életerejét, hogy visszanyerje fizikai testét. Nanael meghallja a küzdelmet, és szent tejjel érkezik, mellyel kiszabadítják Cattleyát és Owent. Melona ez idáig a palotában bujkált, bár csak apró alakját tudja felvenni, közben Menace is kiszabadul. Elina visszatér a Vance-kastélyba, hogy apját támogassa. Ahogy Leina felülkerekedne Aldrán, az kővé dermeszti, mire a tömeg démonnak nevezi. Aldra erre dühbe gurul és az egész közönséget kőbe zárja Claudette, Tomoe és Risty kivételével. Annak ellenére, hogy Leina kővé dermedt, a szelleme mindenki a fegyverét megragyogtatja, még azokét is, akik távol tartózkodnak tőle, mint Nowa és Echidna, megmutatva az általuk kialakított kötelékeket. Nanael a szent tejjel kiszabadítja Leinát, aki ellentámad. Delmore meggyőzi Aldrát, hogy távolítsa el a hatalmát elzáró pecséteket, de még teljes erejével is vereséget szenved Leinától, Hacsiel, a küzdelmet közvetítő angyal pedig kihirdeti Leina győzelmét. Delmore azonban nem adja fel és megjelenik fizikai valójában. Kiderül, hogy Delmore választotta el Aldrát a húgától, hogy az kétségbe essen, és megpróbálja bosszúra használni erejét, így Delmore cserébe megkaphatta a testét. Nanael még több szent tejet önt Delmore-ra, majd Claudette, Tomoe és végül Leina támad ellene, legyőzve a bukott angyalt. Aldra egy pillanat alatt felnőtté válik, mivel a Delmore-tól kapott örök fiatalsága megszűnik, Tomoe pedig elmondja neki, hogy Hinomotóban maga is megkeresheti a húgát. Nyx látja, hogy a palotában a kővé dermesztettek egy része kiszabadult, és saját elhatározásából kiszabadítja Funikurát. Nem sokkal később Leinát koronázzák meg az új királynővé. A zárójelenetben Melona, Menace és Airi beszélgetnek a jövőbeli terveikről. | |                      |

## OVA-epizódok

### Queen’s Blade: Ucukusiki tósitacsi(2010–2011)
| # | Epizód címe | Első japán sugárzás  |
| --- | --- | -------------------- |
| 1. | Hit! Elina megingathatatlan kötelékei Singi! Elina juruginaki kizuna (信義!エリナ揺るぎなき絆; Singi! Erina juruginaki kizuna; Hepburn: Shingi! Elina yuruginaki kizuna / Shingi! Erina yuruginaki kizuna)          | 2010. augusztus 8.   |
| Leina helyett Claudette-ből lesz királynő, ami néhány nemest arra késztet, hogy fellázadjon a Vance család ellen, amiért az magához ragadta a hatalmat. A hadseregük megtámadja a Vance család kastélyát és Elina megpróbálja visszaverni őket, de a nemesek által felbérelt Echidna legyőzi. Elina ragaszkodik ahhoz, hogy kivégzése előtt Leina mentse meg, ezért Echidna a kifizetése után is marad, hogy elszórakozzon vele. Echidna különféle játékokat űz Elinával az elkövetkező napokban, mialatt Elina visszaemlékezik arra, milyen közel voltak ő és Leina, amikor fiatalabbak voltak, majd hogyan távolodtak el egymástól. Leina az utolsó pillanatban megérkezik és megmenti Elinát. Elina arra kéri Leinát, hogy idézze fel vele újra a gyermekkori emlékeiket, majd párbajra hívja, kijelentve, hogy Leina veresége esetén nem mehet el újra. Bár Leina nyer, megígéri, hogy egyszer visszatér, Elina pedig, aki új külsőt öltött magára, elutazik Gainosba, hogy segítse Claudette-et az uralkodásban. | |                      |
| 2. | Nehéz elválás! Alleyne ezerévnyi búcsúja Aiszeki! Alleyne szennen no vakare (愛惜!アレイン千年の別れ; Aiszeki! Arein szennen no vakare; Hepburn: Aiseki! Alleyne sennen no wakare / Aiseki! Arein sennen no wakare) | 2010. szeptember 12. |
| Nowa és Alleyne a tündék erdejébe vezető hazautazásuk közepén tartanak. Alleyne reméli, hogy sikerül az öregekkel megtárgyalnia Nowa visszaengedését a faluba. Nowa meggyőzi Alleyne-t, hogy álljanak meg és töltsenek egy napot a tengerparton. Aznap éjjel Nowa a tenger alá merül, hogy egy különleges kő után kutasson Alleyne számára, de egy áramlat elsodorja és találkozik Nyxszel és az alvó Funikurával. Nowa megkóstolja Nyx főztjét, miközben megpróbálja meggyőzni, hogy szakítson a Funikurától való függőségével. Alleyne rájuk talál és megfenyíti Nowát, felébresztve Funikurát, aki azután arra kényszeríti Nyxet, hogy támadja meg őket. Amikor Alleyne legyőzi Nyxet, Funikura megpróbálja átvenni Alleyne irányítását, de Nowa az óceánba dobja a varázsbotot, Nyx pedig rögtön utána ugrik. Másnap Nowa és Alleyne rájönnek, hogy ugyanúgy függenek egymástól, mint Nyx Funikurától, és úgy döntenek, útjaik elválnak, hogy Alleyne hazatérhessen, Nowa pedig felfedezhesse a világot. | |                      |
| 3. | Búskomorság! Airi kétfelé húzó szíve Júucu! Airi no nisin (憂鬱!アイリの二心; Hepburn: Yūutsu! Airi no nishin) | 2010. október 10.    |
| Melonát a Lápi Boszorkány megkínozza, amiért kudarcot vallott a Queen’s Blade alatt, közben Melona dühös Airira, aki megfeledkezve mesteréről, Cattleya és Rana szobalányaként él, és kíváncsi, mikor fogja visszaszólítani Airit a Lápi Boszorkány hűséget garantáló bűbája. Airi éjszakánként kilopakodik életerőt szívni, de Rana megállítja és felajánlja neki a sajátját. Nem sokkal később Airit a hűsége visszaviszi a Lápi Boszorkányhoz a mocsárba. Melona a Lápi Boszorkány parancsára megkínozza Airit, aki felfedi, hogy a Queen’s Blade alatt meggyengült a mestere varázslata, de továbbra is hűséges hozzá. Nanael utasítja Melphát, hogy vizsgálja meg a mocsarat. Melpha a szent erejét felhasználva visszahozza az életet a mocsár egy részére, ami arra készteti Airit, hogy megtámadja és helyreállítsa a holt állapotot. Melpha megjegyzi Airinak, hogy látja, mennyire kétségek közt vergődik, és azt tanácsolja, hogy legyen hű önmagához. Airi legyőzi Melphát és megpróbálja elfogyasztani az életerejét, de annak szent természete miatt képtelen. A legyengült Airi visszavonul, Melpha pedig beszámol Nanaelnek a mocsárban történtekről. Airi a mocsár egy forróvizes forrásában regenerálódik, miközben Melpha szavairól beszél Melonával, majd mindketten elindulnak visszahozni Menace-t. | |                      |
| 4. | Feltámadás! Menace gyönyörökkel teli palotája Szaikó! Menace juecu no ókjú (再興!メナス愉悦の王宮; Szaikó! Menaszu juecu no ókjú; Hepburn: Saikō! Menace yuetsu no ōkyū / Saikō! Menasu yuetsu no ōkyū)             | 2010. november 14.   |
| Airi és Melona az újjáépített Amara Királyságba utaznak tájékoztatni Menace-t, hogy a Lápi Boszorkány utasította a mocsárba való visszatérésre. Találkoznak a fegyvereket árusító Ymirrel, aki elmondja, hogy a város egyetlen polgára sem panaszkodott soha Menace uralmára, s amikor Menace fogadja Airit és Melonát a tróntermében, meglepődnek, hogy mindenki szabad akaratából szolgálja őt. Menace elutasítja a visszatérést, és Setra azt állítja, hogy Menace feltámasztásáért az adósságot úgy fizették meg a Lápi Boszorkánynak, hogy átadták Amara kincseit. Menace luxusélete csábítja Melonát, és úgy dönt, hogy mellette marad. Airi megpróbálja meggyőzni őket, hogy teljesítsék a Lápi Boszorkány parancsát, de hiába. Harc bontakozik ki, ami közben elpusztul a királyi palota. Kiderül, hogy csak olcsó díszlet volt, mivel a kereskedőtől, aki finanszírozta az építkezéséket, nem kaptak elég pénzt. Bár Amara elpusztult, a szolgái Menace mellett maradnak, ezért továbbra sem hajlandó visszatérni, Airi és Melona pedig kénytelenek nélküle visszaindulni, miközben arra a következtetésre jutnak, hogy Menace szolgái mind mazochisták lehetnek. | |                      |
| 5. | Bukott angyal! Az élvezetek Nanaelje Daten! Icuraku no Nanael (堕天!逸楽のナナエル; Daten! Icuraku no Nanaeru; Hepburn: Daten! Itsuraku no Nanael / Daten! Itsuraku no nanaeru)                                     | 2011. február 13.    |
| Nanael elhívja Hacsielt a forróvizes forrásokhoz, elcsalogatva őt a szent szőlő őrzésétől, a gyümölcstől, amelyből csak Isten ehet, és elfogyasztva teljesíti a kívánságokat. Nanael megpróbál enni a szőlőből, amíg Hacsiel távol van, hogy egy háremet kívánjon magának. Hacsiel azonban épp időben érkezik és megakadályozza, hogy egyen a szőlőből, és a Főangyal elé viszi, aki az Alvilágba száműzi. Amint Nanael leesik a Mennyből, Melona és Airi meglátják és elfogják. Megkínozzák, hogy információkat kapjanak tőle, de Nanael felfedezi, hogy egy szőlőszem a ruhája alá került, és bekapja. Száműzetésétől megkeseredve hatalomra vágyik a Menny ellen, és bukott angyallá változik. Airi és Melona megengedik, hogy a Lápi Boszorkány szolgája legyen Menace helyett, de úgy találják, hogy nem hajlandó teljesíteni semmilyen parancsot. Nanael meglátogatja Melphát, de amikor Melpha közli vele, hogy zavarja átalakulása, feldühödik, és elkezdi lerombolni a Lápi Boszorkány területét. Airi és Melona megpróbálják megállítani, de vereséget szenvednek, ami után Nanael elpusztítja a Lápi Boszorkány kastélyát. Hacsiel vállalja a feladatot, hogy megállítsa Nanaelt, de ő is vereséget szenved. Megérkezik Melpha, hogy megvédje Hacsielt a további sérülésektől, és kijelenti Nanaelnek, hogy továbbra is az ő oldalán áll, de Nanael folytatja támadását. Miközben Melpha „szent pózok”-kal próbálja megtisztítani Nanaelt, aki „átkozott póz”-okkal válaszol, az együtt töltött idők emlékei visszaváltoztatják. Nanael a Mennyben ébred, ahol a Főangyal felfedi, hogy Nanaelt valójában próbára tette, hogy szembenézhessen saját magával, amit sajátos módján teljesített, és nem szándékozik száműzni, továbbra is folytathatja földi hírnöki feladatát. | |                      |
| 6. | Rejtély! A megidézett veszéllyel kísért utazás Ógi! Sza szoi no óma ga tabi (奥義!差添いの逢魔が旅; Hepburn: Ōgi! Sa soi no ōma ga tabi)                                                                            | 2011. március 13.    |
| Tomoe és Aldra visszahajóznak Hinomotóba, az egyetlen országba, ahol Aldra még nem kereste a húgát. A Lápi Boszorkány azonban gyengítő átkot vet Tomoéra, és a hajót Kóma nindzsák támadják és semmisítik meg, s megpróbálják elrabolni Aldrát. Tomoe és Aldra szakadt ruhákban és pénz nélkül jutnak el a partra, de egy idős nő ingyen felajánlja nekik a vendéglőjét, ha vállalják, hogy kiszolgálják ügyfeleit. Amikor Tomoét az ügyfele elkezdi molesztálni, rájön, miben állapodtak meg, és leüti mind az ő ügyfelét, mind Aldraét, bár Aldra kijelenti, hogy ez „meglepően szórakoztató” volt. Másnap Aldra húgát keresve, Aldra kezdi elveszteni minden reményét és elszalad Tomoe elől, majd előbbi okból, reményvesztettségében megengedi a Kóma nindzsáknak, hogy elrabolják. A Kóma nindzsák megidézik Delmore-t, aki újra megszállja Aldrát. Megérkezik Tomoe, hogy megmentse, de helyette harcolnia kell vele. Megjelenik Shizuka szelleme, és biztatja Tomoét, majd kihúzza Delmore-t Aldrából, lehetővé téve Tomoénak, hogy elpusztítsa. Tomoe és Aldra ezután megérkeznek Hinomoto fővárosába, hogy folytassák Aldra húgának keresését. | |                      |

### Első évad különkiadásai:Minna de csau jo♥Gainos gakuen dai abare!
| # | Epizód címe | Megjelenés (DVD / Blu-ray) |
| --- | --- | -------------------------- |
| 1. | A tüzes diák, Tomoe – Bevezetés Honó no tenkószei Tomoe sippúhen (炎の転校生トモエ 疾風編; Hepburn: Honō no tenkōsei Tomoe shippūhen)                                                                | 2009. június 25.           |
| Tomoe és Shizuka megérkeznek új iskolájukba, a Gainos Akadémiára, de összetűzésbe keverednek Melonával, Menace-szel és Airival. Shizuka vállalja a harcot, és mivel csak rajta marad ruha a végére, így ő „győz”.                                                            | |                            |
| 2. | A tüzes diák, Tomoe – Dühkitörés Honó no tenkószei Tomoe dotóhen (炎の転校生トモエ 怒涛編; Hepburn: Honō no tenkōsei Tomoe dotōhen)                                                                  | 2009. július 24.           |
| Az összetűzés folytatódik a diákok között, de végül Tomoe elbánik Melonáékkal. | |                            |
| 3. | Elina szuper nővér legendája Elina no csó onee-szama denszecu (エリナの超お姉さま伝説; Erina no csó onee-szama denszecu; Hepburn: Elina no chō onee-sama densetsu / Erina no chō onee-sama densetsu) | 2009. augusztus 25.        |
| Elina a tőle megszokott módon epekedik nővére, Leina után, majd miután Nanael véletlenül leborítja Leinát szent tejjel, ki is használja a lehetőséget, hogy csatlakozzon hozzá a zuhanyzóban, de váratlanul Claudette is megjelenik.                                         | |                            |
| 4. | A Lápi Boszorkány büntetése Numacsi no Madzso-szama no osioki (沼地の魔女様のお仕置き; Hepburn: Numachi no Majo-sama no oshioki)                                                                     | 2009. szeptember 25.       |
| Melona, Menace és Airi fürdőzés helyett büntetést kapnak a Lápi Boszorkánytól, amiért vereséget szenvedtek Tométól, és amiért Melona bancsónak (番長; Hepburn: banchō, ’bűnözővezér’) nevezte őt.                                                                            | |                            |
| 5. | Cattleya menzai ételei Gakusoku no Cattleya-szan (学食のカトレアさん; Gakusoku no Katorea-szan; Hepburn: Gakushoku no Cattleya-san / Gakushoku no Katorea-san)                                       | 2009. október 23.          |
| Cattleyát éhsége nem hagyja aludni, ezért a konyhában zöldségeket válogat leveshez. Közben Nanaelt is odacsalja éhsége. | |                            |
| 6. | Aldra, a diáktanács lecsúszott bugyijú elnöke Low Leg szeitokaicsó Aldra (ローレグ生徒会長アルドラ; Róregu szeitokaicsó Arudora; Hepburn: Low Leg seitokaichō Aldra / Rōregu seitokaichō Arudora)    | 2009. november 25.         |
| Aldra meghirdeti a választásokat a Gainos Akadémia diáktanács elnöki posztjára, amit Queen’s Brassiere-nek (brassiere = melltartó) nevez el és az győz, akin utoljára marad melltartó. A „választás” azonban félbe szakad, miután Nanael véletlenül lerántja Aldra bugyiját. | |                            |

### Második évad különkiadásai:Jappari de csau jo♥Gainos gakuen dai abare!
| # | Epizód címe | Megjelenés (DVD / Blu-ray) |
| --- | --- | -------------------------- |
| 7. | Nahát! Strandröplabda-bajnokság tele gyönyörű harcosokkal Doki! Bitósi darake no Beach Volley taikai (ドキッ! 美闘士だらけのビーチバレー大会; Doki! Bitósi darake no Bícsibaré taikai; Hepburn: Doki! Bitōshi darake no Beach Volley taikai / Doki! Bitōshi darake no Bīchibarē taikai) | 2009. december 22.         |
| A Queen’s Brassiere strandröplabda formájában folytatódik. | |                            |
| 8. | A kicsi, de zseniális Ymir tanárnő szenvedései Tenszai csibikko kjósi Ymir no dzsunan (天才チビッコ教師ユーミルの受難; Tenszai csibikko kjósi Júmiru no dzsunan; Hepburn: Tensai chibikko kyōshi Ymir no junan / Tensai chibikko kyōshi Yūmiru no junan)                                | 2010. január 22.           |
| Ymir tanárként konfliktusba keveredik diákjaival, azok kirívó öltözete miatt, de mindig szerencsétlenül jár. | |                            |
| 9. | Alleyne edző szenvedélyes kiképzése Nekkecu sidó Alleyne Coach (熱血指導アレインコーチ; Nekkecu sidó Arein Kócsi; Hepburn: Nekketsu shidō Alleyne Coach / Nekketsu shidō Arein Kōchi)                                                                                                   | 2010. február 25.          |
| Alleyne próbálja felkészíteni Nowát a Queen’s Brassiere-re, de Nowa majma ellopja a melltartóját. | |                            |
| 10. | Melpha, a dús keblű ápolónő bánata Kjonjú hokeni Melpha no júucu (巨乳保険医メルファの憂鬱; Kjonjú hokeni Merufa no júucu; Hepburn: Kyonyū hokeni Melpha no yūutsu / Kyonyū hokeni Merufa no yūutsu)                                                                                    | 2010. március 25.          |
| Melphát, a Gainos Akadémia ápolóját lelki problémáival keresi fel Nyx és Funikura. | |                            |
| 11. | Irma, a diáktanács elnökének végrehajtója Szeitokai sikkóbu Irma (生徒会執行部イルマ; Szeitokai sikkóbu Iruma; Hepburn: Seitokai shikkōbu Irma / Seitokai shikkōbu Iruma) | 2010. április 23.          |
| Aldra, a diáktanács elnöke egy jégkrémet kér Irmától, közben megfeledkeznek a Queen’s Brassiere-ről. | |                            |
| 12. | Queen’s Brassiere Queen’s Brassiere (くいーんずぶらじゃー; Kuínzu Buradzsá; Hepburn: Kuīnzu Burajā) | 2010. május 25.            |
| Kezdetét veszi a Queen’s Brassiere a diáktanács elnöki címért. Nanael egy hatalmas bödönnyi szent tejjel érkezik, ami kiborul és elmossa a résztvevőket. Mivel rajta kívül mindenkiről lekerül a melltartó, ő lesz a diáktanács új elnöke. | |                            |

## Zene
Első évad
- Nyitótéma: Get the Door: előadója Óhashi Rie
- Zárótéma: Omoide to jakuszoku (思い出と約束; Hepburn: Omoide to yakusoku?): előadója Kavaszumi Ajako, Noto Mamiko, Hirano Aja

Második évad
- Nyitótéma: Ocsinai szora (墜ちない空; Hepburn: Ochinai sora?): előadója ENA
- Zárótéma: buddy-body: előadója Kugimija Rie, Gotó Júko, Itó Kanae

OVA
- Zárótéma: Bitósi Carnival: Taoreru toki va maemuki ni (美闘士カーニバル～たおれる時は前向きに～; Hepburn: Bitōshi Carnival: Taoreru Toki wa Maemuki ni?): előadója az All 19 Beautiful Warriors

## DVD- és Blu-ray-kiadások

### Japán DVD- és Blu-ray-megjelenések
| Kötet                                  | Formátum | Megjelenés dátuma    | Epizódok        | Lemezek száma | Kiadó         | Források      |
| -------------------------------------- | -------- | -------------------- | --------------- | ------------- | ------------- | ------------- |
| Queen’s Blade: Ruró no szensi 1. kötet | DVD / BD | 2009. június 25.     | 1–2. + OVA 1.   | 2             | Media Factory | [ 2 ] [ 3 ]   |
| Queen’s Blade: Ruró no szensi 2. kötet | DVD / BD | 2009. július 24.     | 3–4. + OVA 2.   | 2             | Media Factory | [ 35 ] [ 36 ] |
| Queen’s Blade: Ruró no szensi 3. kötet | DVD / BD | 2009. augusztus 25.  | 5–6. + OVA 3.   | 2             | Media Factory | [ 37 ] [ 38 ] |
| Queen’s Blade: Ruró no szensi 4. kötet | DVD / BD | 2009. szeptember 25. | 7–8. + OVA 4.   | 2             | Media Factory | [ 39 ] [ 40 ] |
| Queen’s Blade: Ruró no szensi 5. kötet | DVD / BD | 2009. október 23.    | 9–10. + OVA 5.  | 2             | Media Factory | [ 41 ] [ 42 ] |
| Queen’s Blade: Ruró no szensi 6. kötet | DVD / BD | 2009. november 25.   | 11–12. + OVA 6. | 2             | Media Factory | [ 4 ] [ 5 ]   |

| Kötet                                      | Formátum | Megjelenés dátuma  | Epizódok         | Lemezek száma | Kiadó         | Források      |
| ------------------------------------------ | -------- | ------------------ | ---------------- | ------------- | ------------- | ------------- |
| Queen’s Blade: Gjokuza o cugumono 1. kötet | DVD / BD | 2009. december 22. | 1–2. + OVA 7.    | 2             | Media Factory | [ 15 ] [ 16 ] |
| Queen’s Blade: Gjokuza o cugumono 2. kötet | DVD / BD | 2010. január 22.   | 3–4. + OVA 8.    | 2             | Media Factory | [ 43 ] [ 44 ] |
| Queen’s Blade: Gjokuza o cugumono 3. kötet | DVD / BD | 2010. február 25.  | 5–6. + OVA 9.    | 2             | Media Factory | [ 45 ] [ 46 ] |
| Queen’s Blade: Gjokuza o cugumono 4. kötet | DVD / BD | 2010. március 25.  | 7–8. + OVA 10.   | 2             | Media Factory | [ 47 ] [ 48 ] |
| Queen’s Blade: Gjokuza o cugumono 5. kötet | DVD / BD | 2010. április 23.  | 9–10. + OVA 11.  | 2             | Media Factory | [ 49 ] [ 50 ] |
| Queen’s Blade: Gjokuza o cugumono 6. kötet | DVD / BD | 2010. május 25.    | 11–12. + OVA 12. | 2             | Media Factory | [ 17 ] [ 18 ] |

| Kötet                                       | Formátum | Megjelenés dátuma    | Epizódok | Lemezek száma | Kiadó         | Források |
| ------------------------------------------- | -------- | -------------------- | -------- | ------------- | ------------- | -------- |
| Queen’s Blade: Ucukusiki tósitacsi 1. kötet | DVD / BD | 2010. augusztus 25.  | 1.       | 1             | Media Factory | [ 29 ]   |
| Queen’s Blade: Ucukusiki tósitacsi 2. kötet | DVD / BD | 2010. szeptember 22. | 2.       | 1             | Media Factory | [ 29 ]   |
| Queen’s Blade: Ucukusiki tósitacsi 3. kötet | DVD / BD | 2010. október 22.    | 3.       | 1             | Media Factory | [ 29 ]   |
| Queen’s Blade: Ucukusiki tósitacsi 4. kötet | DVD / BD | 2010. november 25.   | 4.       | 1             | Media Factory | [ 29 ]   |
| Queen’s Blade: Ucukusiki tósitacsi 5. kötet | DVD / BD | 2011. február 23.    | 5.       | 1             | Media Factory | [ 29 ]   |
| Queen’s Blade: Ucukusiki tósitacsi 6. kötet | DVD / BD | 2011. március 30.    | 6.       | 1             | Media Factory | [ 29 ]   |

| Kötet                              | Formátum | Megjelenés dátuma | Epizódok                                               | Lemezek száma | Kiadó         | Források |
| ---------------------------------- | -------- | ----------------- | ------------------------------------------------------ | ------------- | ------------- | -------- |
| Queen’s Blade Complete Blu-ray BOX | BD       | 2018. május 25.   | Rns. 1–12. + OVA 1–6. Goc. 1–12. + OVA 7–12. Rebellion | 8             | Media Factory | [ 24 ]   |

### Észak-amerikai DVD- és Blu-ray-megjelenések
| Kötet                                                      | Formátum | Megjelenés dátuma  | Epizódok         | Lemezek száma | Kiadó          | ISBN                   | Források |
| ---------------------------------------------------------- | -------- | ------------------ | ---------------- | ------------- | -------------- | ---------------------- | -------- |
| Queen’s Blade: The Exiled Virgin, Vol. 1 – A Single Step   | DVD      | 2010. május 18.    | 1–4. + OVA 1–2.  | 2             | Media Blasters | ISBN 978-1-59883-633-2 | [ 7 ]    |
| Queen’s Blade: The Exiled Virgin, Vol. 2 – The Beaten Path | DVD      | 2010. december 14. | 5–8. + OVA 3–4.  | 2             | Media Blasters | ISBN 978-1-59883-675-2 | [ 8 ]    |
| Queen’s Blade: The Exiled Virgin, Vol. 3 – Journey’s End   | DVD      | 2010. december 14. | 9–12. + OVA 5–6. | 2             | Media Blasters | ISBN 978-1-59883-711-7 | [ 9 ]    |
| Queen’s Blade: The Exiled Virgin – Complete Series         | BD       | 2010. december 14. | 1–12. + OVA 1–6. | 2             | Media Blasters | ISBN 978-1-59883-138-2 | [ 10 ]   |
| Queen’s Blade: The Exiled Virgin – Complete Series         | DVD      | 2011. február 15.  | 1–12. + OVA 1–6. | 3             | Media Blasters | ISBN 978-1-59883-136-8 | [ 12 ]   |

| Kötet                                           | Formátum | Megjelenés dátuma    | Epizódok          | Lemezek száma | Kiadó          | ISBN                   | Források |
| ----------------------------------------------- | -------- | -------------------- | ----------------- | ------------- | -------------- | ---------------------- | -------- |
| Queen’s Blade 2: The Evil Eye – Series Part One | DVD      | 2011. május 24.      | 1–6.              | 2             | Media Blasters | ISBN 978-1-59883-735-3 | [ 19 ]   |
| Queen’s Blade 2: The Evil Eye – Series Part Two | DVD      | 2011. július 19.     | 7–12. + OVA 7–12. | 2             | Media Blasters | ISBN 978-1-59883-740-7 | [ 20 ]   |
| Queen’s Blade 2: The Evil Eye – Complete Series | BD       | 2011. szeptember 13. | 1–12. + OVA 7–12. | 2             | Media Blasters | ISBN 978-1-59883-778-0 | [ 22 ]   |
| Queen’s Blade 2: The Evil Eye – Complete Series | DVD      | 2012. május 8.       | 1–12. + OVA 7–12. | 4             | Media Blasters | ISBN 978-1-59883-833-6 | [ 23 ]   |

| Kötet                               | Formátum | Megjelenés dátuma | Epizódok                                     | Lemezek száma | Kiadó          | ISBN                   | Források |
| ----------------------------------- | -------- | ----------------- | -------------------------------------------- | ------------- | -------------- | ---------------------- | -------- |
| Queen’s Blade Complete Series 1 & 2 | DVD      | 2013. március 12. | Rns. 1–12. + OVA 1–6. Goc. 1–12. + OVA 7–12. | 7             | Media Blasters | ISBN 978-1-59883-866-4 | [ 26 ]   |

| Kötet                             | Formátum | Megjelenés dátuma | Epizódok | Lemezek száma    | Kiadó            | ISBN | Források      |
| --------------------------------- | -------- | ----------------- | -------- | ---------------- | ---------------- | ---- | ------------- |
| Queen's Blade: Beautiful Warriors | DVD / BD | 2014. december 2. | 1–6.     | 2 (DVD) / 1 (BD) | Sentai Filmworks | N/A  | [ 31 ] [ 32 ] |

## Fordítás
- Ez a szócikk részben vagy egészben  a   List of Queen's Blade episodes című angol Wikipédia-szócikk ezen változatának fordításán alapul.  Az eredeti cikk szerkesztőit annak laptörténete sorolja fel. Ez a jelzés csupán a megfogalmazás eredetét és a szerzői jogokat jelzi, nem szolgál a cikkben szereplő információk forrásmegjelöléseként.